# Eladio Esquivel
Eladio Raimundo de Jesús Esquivel (Heredia; 15 de marzo de 1926-3 de julio de 1965) fue un futbolista costarricense que jugaba como delantero. Es hermano menor del también jugador Édgar Esquivel.

## Clubes
| Club                   | País       | Año       |
| ---------------------- | ---------- | --------- |
| Universidad            | Costa Rica | 1943-1945 |
| Herediano              | Costa Rica | 1945-1948 |
| Independiente Medellín | Colombia   | 1948-1949 |
| Huracán de Medellín    | Colombia   | 1949-1950 |
| Herediano              | Costa Rica | 1950-1958 |

## Palmarés

### Títulos nacionales
| Título                         | Equipo      | País       | Año  |
| ------------------------------ | ----------- | ---------- | ---- |
| Primera División               | Universidad | Costa Rica | 1943 |
| Copa Gran Bretaña              | Herediano   | Costa Rica | 1945 |
| Copa Guatemala                 | Herediano   | Costa Rica | 1945 |
| Copa Gran Bretaña              | Herediano   | Costa Rica | 1947 |
| Primera División               | Herediano   | Costa Rica | 1947 |
| Primera División               | Herediano   | Costa Rica | 1948 |
| Primera División               | Herediano   | Costa Rica | 1951 |
| Copa Costa Rica                | Herediano   | Costa Rica | 1954 |
| Copa Reina del Canadá          | Herediano   | Costa Rica | 1955 |
| Primera División               | Herediano   | Costa Rica | 1955 |
| Copa Hexagonal Interprovincial | Herediano   | Costa Rica | 1956 |

### Títulos internacionales
| Título                                  | Equipo     | Sede      | Año  |
| --------------------------------------- | ---------- | --------- | ---- |
| Campeonato Centroamericano y del Caribe | Costa Rica | Guatemala | 1948 |

### Distinciones individuales
| Distinción                                           | Año  |
| ---------------------------------------------------- | ---- |
| Máximo goleador de la Primera División de Costa Rica | 1947 |
| Máximo goleador de la Copa Hexagonal Interprovincial | 1956 |